# 7073 Rudbelia
7073 Rudbelia eller 1972 RU1 är en asteroid i huvudbältet som upptäcktes den 11 september 1972 av den rysk-sovjetiske astronomen Nikolaj Tjernych vid Krims astrofysiska observatorium på Krim. Den har fått sitt namn efter Ol'ga I. Belyaeva.
Asteroiden har en diameter på ungefär 2 kilometer.